# Andreas Faehlmann
Andreas von Faehlmann, znany także jako Fahlmann, Faelmann (ur. 27 czerwca 1898 we Władywostoku, zm. 10 kwietnia 1943 w Coswig) – estoński żeglarz, medalista olimpijski.
Jego ojciec Rudolf (zmarły w Poznaniu) był żeglarzem okrętowym, zaangażowanym również w żeglarstwo sportowe. Andreas zaczął trenowanie żeglarstwa w 1917 w Petersburgu. Był członkiem estońskiej łodzi Tutti V, której załoga zdobyła dla Estonii brązowy medal w klasie 6 metrów (Amsterdam 1928).
Jego starszy brat Georg Faehlmann również był członkiem tej osady.